# Picnic Passage
Picnic Passage (englisch für Picknick-Passage, in Argentinien Estrecho Arguindeguy, in Chile Estrecho Ripamonti und Paso Ripamonti) ist eine 2,5 km lange und 800 m breite Meerenge zwischen der Seymour-Insel und Snow Hill Island vor der nördlichen Ostküste der Antarktischen Halbinsel. Sie verbindet das Weddell-Meer mit der Admiralitätsstraße.
Erste Vermessungen dieses Seewegs gehen auf Teilnehmer der Schwedischen Antarktisexpedition (1901–1903) unter der Leitung von Otto Nordenskjöld im Jahr 1902 zurück. Das UK Antarctic Place-Names Committee benannte ihn 1957 nach den sehr günstigen Wetterbedingungen und Eisverhältnissen, auf die Wissenschaftler des Falkland Islands Dependencies Survey hier bei erneuten Vermessungen im Jahr 1952 gestoßen waren. Namensgeber der argentinischen Benennung ist Fregattenkapitän Luis E. Arguindeguy von der argentinischen Marine, der am 18. August 1953 bei einem Lawinenabgang bei Mendoza ums Leben gekommen war. Namensgeber der chilenischen Benennungen ist Julio Ripamonti Barros (* 1916), Architekt chilenischer Forschungsbasen in Antarktika.